# Adolphe-Alexandre Lesrel

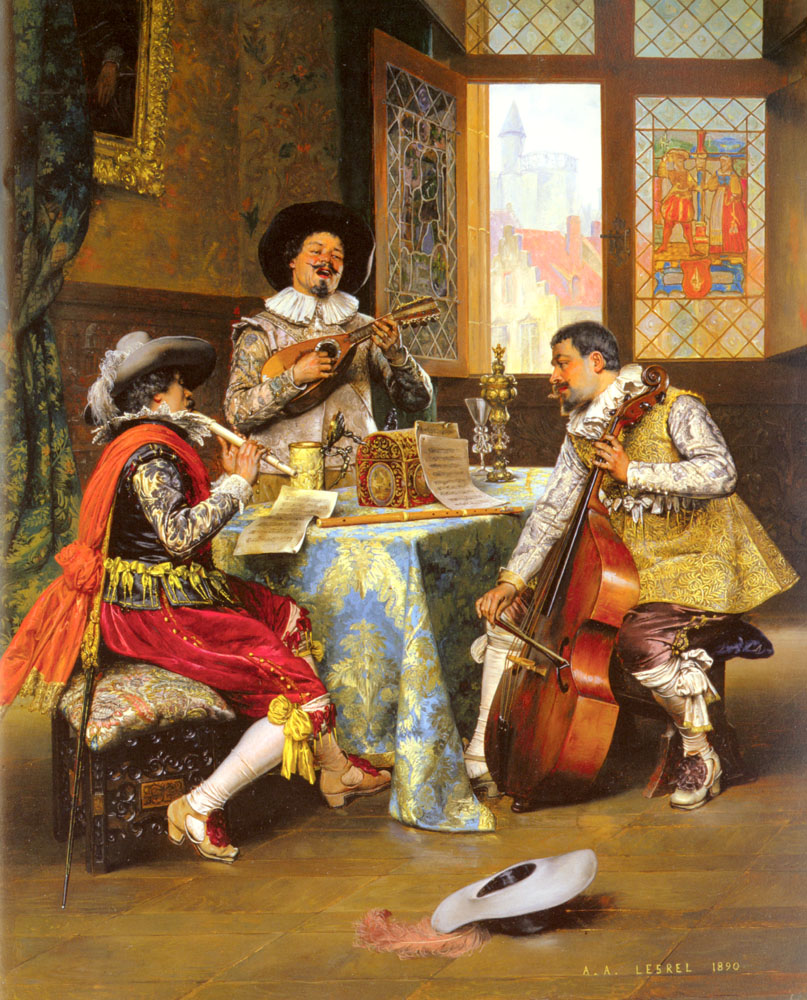
Muzyczne trio, 1890

Adolphe-Alexandre Lesrel (ur. 19 maja 1839 w Genêts, zm. 25 lutego 1929 tamże) – francuski malarz akademicki.
Był wychowankiem paryskiej École des Beaux-Arts. Tworzył pod wpływem malarza batalisty Jeana Meissoniera, specjalizował się w tworzeniu scen rodzajowych przypominających holenderską szkołę malarstwa. Poruszał tematykę historyczną, jego prace odznaczają wielką się dbałością o szczegóły, żywą kolorystyką i rozmachem. Artysta studiował realia historyczne przedstawianych scen, analizował kostiumy i detale. Jego prace były cenione za wierność faktom historycznym i fotograficzną dokładność.
Lesrel był członkiem Society of French Artists od 1885 i stałym współpracownikiem Salon de la Nationale Beaux Arts, gdzie wystawiał swoje prace. Na Wystawie Światowej w 1889 został wyróżniony nagrodą. Jego prace są eksponowane w wieli muzeach m.in. w Nantes, Rouen, Sydney i w Nowym Jorku.